# Kevin Hinterberger
Kevin Hinterberger (* 19. Oktober 1993) ist ein österreichischer Fußballspieler.

## Karriere
Hinterberger kam über die AKA Linz im Sommer 2011 zum FC Pasching. Mit dem Regionalligisten konnte er in der Saison 2012/13 den ÖFB-Cup gewinnen. Hinterberger kam jedoch nur in einem von sechs Spielen zum Einsatz. Beim 2:1-Sieg über den SV Austria Salzburg in der ersten Runde konnte er allerdings den Treffer zum zwischenzeitlichen 1:0 erzielen.
Im Jänner 2014 wechselte Hinterberger in die Regionalliga Ost zum SKU Amstetten. Nach einem halben Jahr in Amstetten schaffte er den Sprung in den Profifußball und schloss sich dem Zweitligisten SV Horn an. Sein Debüt in der zweiten Liga gab er im August 2014, als er am dritten Spieltag der Saison 2014/15 gegen den Floridsdorfer AC in der Startelf stand. Zu Saisonende musste er mit Horn in die Regionalliga absteigen.
Nach dem Abstieg wechselte Hinterberger in die Regionalliga Mitte zur Union St. Florian. Nach einer Saison in St. Florian schloss er sich dem Ligakonkurrenten ATSV Stadl-Paura an.
Im Jänner 2017 wechselte er zum Zweitligisten Floridsdorfer AC, bei dem er einen bis Juni 2017 gültigen Vertrag erhielt.
Zur Saison 2018/19 kehrte er zu Stadl-Paura zurück.